# Ітанагар
Ітанагар (гінді ईटानगर, англ. Itanagar) — місто на північному сході Індії, адміністративний центр штату Аруначал-Прадеш.
Висота над рівнем моря — 440 м
Населення становить 34 970 жителів (2001). Чоловіки  — 53 % від населення, жінки  — 47 %. У Ітанагар середній показник грамотності  — 69 %, що вище ніж у цілому по Індії (59,5 %), грамотність серед чоловіків  — 75 %, серед жінок  — 61 %. Вік 15 % населення  — менше 6 років.
Клімат дощовий, місто розташоване у тераях, неподалік (близько 30 км) протікає річка Брахмапутра, однак долина Брахмапутри розташований вже у штаті Ассам.

## Історія
Місто було столицею династії Джітрі у XI столітті, під назвою Траяпур.

## Клімат
| Клімат Ітанагару              | Клімат Ітанагару | Клімат Ітанагару | Клімат Ітанагару | Клімат Ітанагару | Клімат Ітанагару | Клімат Ітанагару | Клімат Ітанагару | Клімат Ітанагару | Клімат Ітанагару | Клімат Ітанагару | Клімат Ітанагару | Клімат Ітанагару | Клімат Ітанагару |
| Показник                      | Січ.             | Лют.             | Бер.             | Квіт.            | Трав.            | Черв.            | Лип.             | Серп.            | Вер.             | Жовт.            | Лист.            | Груд.            | Рік              |
| Середній максимум, °C         | 15               | 15               | 17               | 20               | 20               | 23               | 22               | 24               | 23               | 22               | 19               | 16               | 19,7             |
| Середній мінімум, °C          | 8                | 9                | 13               | 15               | 16               | 20               | 18               | 19               | 18               | 17               | 12               | 8                | 14,4             |
| Норма опадів, мм              | 30               | 54               | 57               | 96               | 210              | 405              | 510              | 360              | 411              | 114              | 15               | 27               | 2289             |
| ----------------------------- | ---------------- | ---------------- | ---------------- | ---------------- | ---------------- | ---------------- | ---------------- | ---------------- | ---------------- | ---------------- | ---------------- | ---------------- | ---------------- |
| Джерело: World Weather Online |                  |                  |                  |                  |                  |                  |                  |                  |                  |                  |                  |                  |                  |

## Транспорт
Місто пов'язане регулярними автобусними рейсами з Ґувахаті (12 годин шляху). Аеропорт Лілабарі в Ассамі знаходиться за 65 км від міста, туди літають багато літаків з інших міст Індії.
Найближча залізнична станція Хармут знаходиться на відстані 33 км в Ассамі. Велика залізнична станція Північний Лакхимпур знаходиться за 60 км в Ассамі.

## Освіта та економіка
- Північно-східний Інститут Науки та Технології (Nirjuli)
- Аруначалський Університет (Doimukh)
- Громадське вище училище Donyi-Polo Vidya Bhawan
- Державна ферма свинарства та птахівництва (Nirjuli)

## Пам'ятки
- Монастир тибетського буддизму, побудований порівняно недавно, його освятив особисто Далай-лама XIV
- Храм буддизму тхеравади бірманського типу
- Ітафорт, фортеця XV століття
- Державний музей імені Джавахарлала Неру (краєзнавство, музика, місцеве прикладне мистецтво, бібліотека)
- Парк Індіри Ганді